# ميشاك كوفي
ميشاك كوفي (بالفرنسية: Koffi Mechac) (مواليد 24 سبتمبر 1988) لاعب كرة قدم إيفواري يجيد اللعب في الهجوم.

## روابط خارجية
ميشاك كوفي على موقع قاعدة بيانات كرة القدم.إي يو (الإنجليزية)
- ميشاك كوفي على موقع Soccerway.com (الإنجليزية)
- ميشاك كوفي على موقع كووورة